# Operacja Pedestal
Operacja Pedestal – brytyjska operacja wojskowa podczas II wojny światowej, przeprowadzona w sierpniu 1942 roku na zachodnim Morzu Śródziemnym w celu zaopatrzenia Malty. Polegała na rejsie silnie chronionego konwoju z Wielkiej Brytanii poprzez Gibraltar na Maltę. Rozpoczęła się 1 sierpnia, a zasadnicza część operacji – rejs statków konwoju przez Morze Śródziemne – trwała między 10 a 15 sierpnia 1942 roku. Najbardziej zacięte walki z niemieckim i włoskim lotnictwem, okrętami podwodnymi i kutrami torpedowymi, toczyły się w dniach 11–13 sierpnia. Pomimo ciężkich strat zaangażowanych sił brytyjskich i zatopienia większości statków, część konwoju udało się doprowadzić na Maltę, co stanowiło strategiczne zwycięstwo alianckie. Powodzenie operacji umożliwiło utrzymanie obrony wyspy, a w konsekwencji miało wpływ na przebieg kampanii w Afryce Północnej. Konwój operacji Pedestal na Malcie znany jest jako Santa Marija Convoy (konwój Najświętszej Marii), ponieważ data przybycia ostatniego statku przypadła na święto Wniebowzięcia NMP. Przez Włochów operacja określana jest jako „bitwa z połowy sierpnia” (battaglia di mezzo agosto).

## Podłoże
Malta stanowiła przed II wojną światową główną bazę brytyjskiej Floty Śródziemnomorskiej. Z powodu zbyt dużego zagrożenia stwarzanego przez lotnictwo państw Osi, po wybuchu wojny zrezygnowano z niej jako głównej bazy, lecz w dalszym ciągu stanowiła najważniejszy aliancki punkt oporu na obszarze Morza Śródziemnego (poza głównymi bazami położonymi na krańcach tego morza – Gibraltarem i Aleksandrią). Z uwagi na położenie w pobliżu szlaku morskiego z Włoch do Afryki Północnej, Malta stanowiła dogodną bazę dla lotnictwa brytyjskiego i wysuniętą bazę dla okrętów, zwalczających konwoje państw Osi z zaopatrzeniem dla wojsk w Afryce Północnej. Mimo że wskutek intensywnych bombardowań w pierwszej połowie 1942, rola Malty jako bazy floty zmalała, to utrzymanie wyspy miało w dalszym ciągu istotny wpływ na przebieg kampanii afrykańskiej i zdolność ofensywną sił niemiecko-włoskich w Afryce. Z powodu panowania nad centralnym i wschodnim Morzem Śródziemnym lotnictwa niemieckiego i włoskiego, operującego z baz na okolicznych wyspach i w Afryce Północnej, zaopatrywanie Malty stanowiło duży problem dla aliantów. Zagrożenie stwarzały też niemieckie i włoskie okręty podwodne oraz silne włoskie okręty nawodne. Dlatego też jedyną drogą zaopatrywania Malty pozostało organizowanie silnie bronionych konwojów, od wschodu z portów egipskich lub od zachodu z Gibraltaru, które przybierały formę całych operacji, angażujących znaczne siły alianckie. Łatwiejsze było jedynie dostarczanie samolotów myśliwskich – startujących z lotniskowców, nie dochodzących do wyspy.
Od początku 1942 bitwa o Maltę przybrała na sile z powodu szczególnie intensywnych bombardowań lotniczych wyspy, prowadzonych przede wszystkim przez nowo przybyły w grudniu z frontu wschodniego niemiecki II Korpus Lotniczy, bazujący na Sycylii. 15 kwietnia król Jerzy VI nadał ludności Malty najwyższe odznaczenie za męstwo – Krzyż Jerzego; był to pierwszy przypadek brytyjskiego odznaczenia dla zbiorowości. W połowie 1942 sytuacja zaopatrzeniowa na Malcie stała się krytyczna – szczególnie dotyczyło to benzyny dla bazujących tam samolotów i amunicji przeciwlotniczej, lecz na wyczerpaniu była też ściśle racjonowana żywność, lekarstwa i paliwo dla okrętów, a nawet paliwo do gotowania i napędu pomp do czerpania wody ze studni. Przeprowadzone w czerwcu dwie duże równoczesne operacje zaopatrzeniowe – Harpoon z Gibraltaru i Vigorous z Egiptu, zakończyły się porażką. Alianci ponieśli ciężkie straty i jedynie dwa statki dotarły na Maltę, co w minimalnym stopniu zaspokoiło potrzeby wyspy, zapewniając zapasy na osiem tygodni. Zmniejszenie zagrożenia ze strony sił z Malty dla transportów Osi zbiegło się z ofensywą sił Osi w Afryce, które zdobyły 20 czerwca Tobruk i zagroziły Egiptowi. W lipcu rejs na Maltę z Gibraltaru wykonał jedynie szybki stawiacz min HMS „Welshman”, ucharakteryzowany na francuski niszczyciel, lecz mógł on przetransportować niewiele zaopatrzenia. Na początku sierpnia żywności starczało jeszcze na 3-4 tygodnie. Wobec tego, dalsze utrzymanie wyspy uzależnione było od powodzenia kolejnej operacji zaopatrzeniowej, którą zdecydowano przeprowadzić jedynie od strony Gibraltaru, jeszcze większymi siłami, niż dotychczas. W tym celu do operacji odkomenderowano część sił Floty Metropolii (Home Fleet), wolnych z powodu zmniejszenia intensywności zaopatrywania ZSRR po rozbiciu konwoju PQ-17 w lipcu 1942.
Operację starannie zaplanowano – jej ogólny plan przypominał operację Harpoon, lecz konwój miał być liczniejszy i posiadać silniejszą bezpośrednią eskortę, jak również potężniejsze siły osłony, w składzie których znalazły się aż trzy lotniskowce. Główne siły osłony (Force Z) miały jednak ochraniać bezpośrednio konwój tylko do wysokości Sardynii, po czym zawrócić, z uwagi na duże zagrożenie dla ciężkich okrętów. Dalej eskortę miał zapewniać tylko Zespół X (Force X), obejmujący przede wszystkim 10. Eskadrę Krążowników kontradmirała Harolda Burrougha. Na końcowym etapie konwój miało chronić także lotnictwo z Malty. Położono większy nacisk na zapewnienie sił trałowych w celu uniknięcia zagród minowych koło Malty – przed Maltą konwój miał się spotkać z zespołem trałowców z wyspy, które pozostały tam po operacji Harpoon. Ponadto, dla rozproszenia uwagi przeciwnika, operacja miała być połączona z dostarczeniem samolotów lotem na Maltę z czwartego lotniskowca „Furious” (operacja Bellows) oraz rejsem pustych statków i okrętów pozostałych po operacji Harpoon z Malty do Gibraltaru, a także z operacją pozoracyjną w postaci rejsu pustego konwoju na wschodnim Morzu Śródziemnym. Na akwenie przewidywanej operacji patrolowało też 9 brytyjskich okrętów podwodnych 10. Flotylli z Malty. Dowódcą całości operacji został wiceadmirał Neville Syfret – dowódca Zespołu H z Gibraltaru. Operacje lotnicze koordynował kontradmirał Lumley Lyster na lotniskowcu HMS „Victorious”. Plany operacji opracowano do 27 lipca, a dwa dni później odbyła się w Scapa Flow konferencja dowódców na pokładzie pancernika HMS „Nelson” wiceadmirała Syfreta.

## Przygotowania

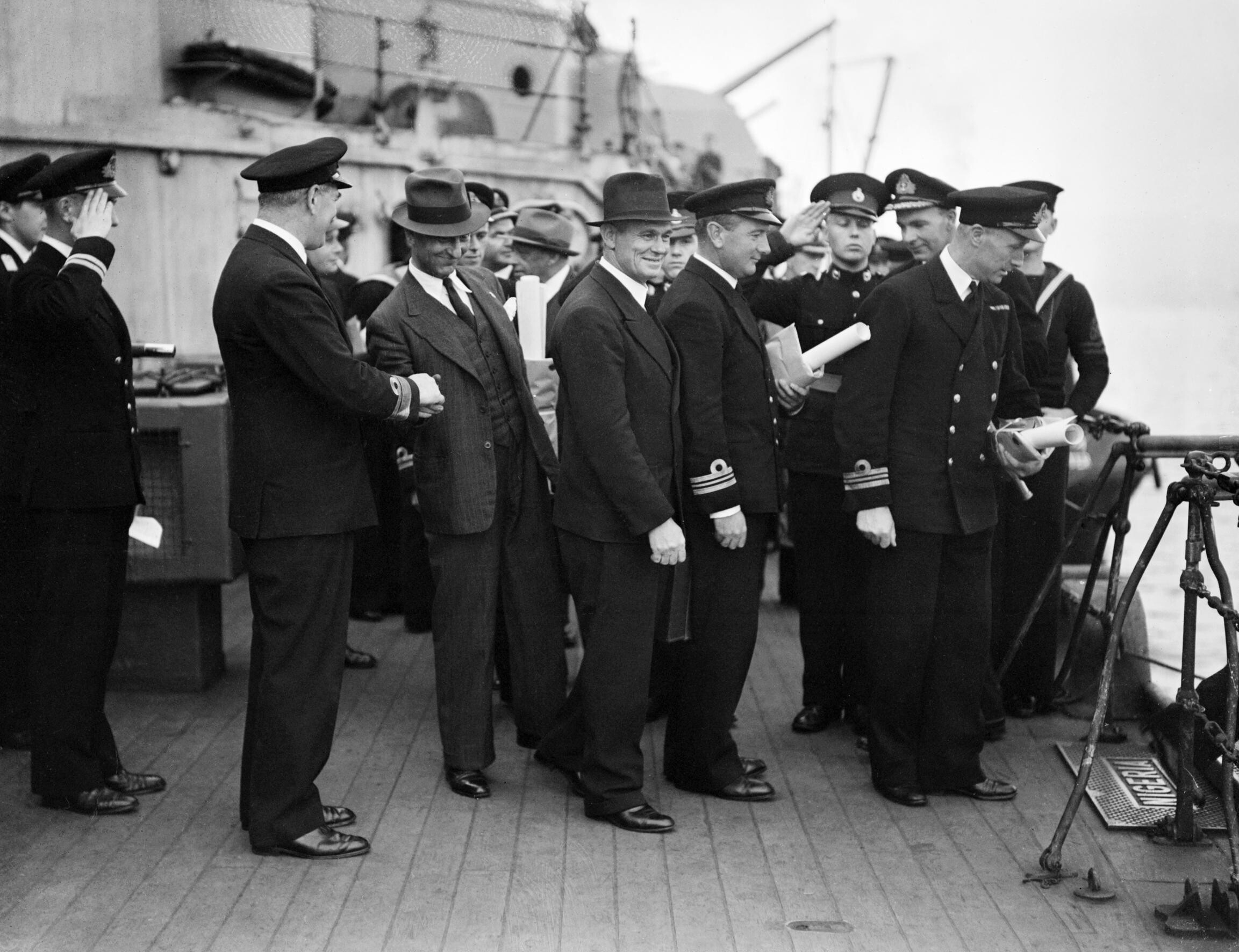
Po spotkaniu dowódców na pokładzie HMS „Nigeria” przed rozpoczęciem operacji – kadm. H. Burrough żegna się z kapitanem „Ohio” Dudleyem Masonem

1 sierpnia wieczorem z ujścia Clyde w Szkocji wyruszył konwój oznaczony WS-21S, w składzie 11 brytyjskich i trzech amerykańskich statków („Almeria Lykes”, „Brisbane Star”, „Clan Ferguson”, „Deucalion”, „Dorset”, „Empire Hope”,
„Glenorchy”, „Melbourne Star”, „Ohio”, „Port Chalmers”, „Rochester Castle”, „Santa Elisa”, „Waimarama”, „Wairangi”) w eskorcie krążowników HMS „Kenya” i „Nigeria” (okręt flagowy kadm. Burrougha) oraz niszczycieli. Kryptonim konwoju WS, oznaczający konwoje płynące do Afryki Południowej, był nadany w celu dezinformacji. Dla celów operacji wybrano dość szybkie statki, mogące utrzymać prędkość 15 węzłów. Najważniejszym z nich był duży amerykański tankowiec SS „Ohio” z zapasem benzyny lotniczej i ropy, lecz także inne statki wiozły benzynę w beczkach. Oprócz zbiornikowca wiozącego 11 500 ton paliwa, pozostałe statki wiozły 85 000 ton ładunku, głównie żywności, amunicji przeciwlotniczej i benzyny. Statki również miały uzbrojenie dla samoobrony, przenosząc po jednym dziale średniego kalibru (na ogół przeciwlotniczym kalibru 102 mm) i kilka małokalibrowych działek przeciwlotniczych (20–40 mm). Z bazy Scapa Flow wyruszyły 2 sierpnia siły główne osłony, których rdzeń tworzyły dwa pancerniki HMS „Nelson” (okręt flagowy wiceadm. Syfreta) i „Rodney”. Oba pancerniki, ściągnięte uprzednio specjalnie dla tej operacji z Freetown na południowym Atlantyku, były już kilkunastoletnie i wolniejsze od nowych pancerników, lecz najsilniejsze z brytyjskich okrętów tej klasy i dysponujące silnym uzbrojeniem przeciwlotniczym. Do konwoju siły główne wiceadmirała Syfreta dołączyły 3 sierpnia po 9 rano. Po drodze do Gibraltaru prowadzono ćwiczenia w manewrowaniu formacją.
Do osłony operacji Brytyjczycy zgromadzili także wyjątkowo silny zespół lotniskowców. Jako wstęp do operacji prowadzono na Atlantyku od 5 sierpnia manewry Berserk w celu przećwiczenia współdziałania trzech lotniskowców i naprowadzania lotnictwa myśliwskiego. W tym celu 31 lipca z Clyde wyruszył stary lotniskowiec „Argus” z dwoma niszczycielami, a następnie ze Scapa Flow lotniskowiec HMS „Victorious” w eskorcie krążownika przeciwlotniczego „Sirius” i niszczycieli (jako zespół Force M). Z Oceanu Indyjskiego wokół Afryki przez Freetown przeszedł na Atlantyk nowoczesny lotniskowiec HMS „Indomitable”, biorący przed tym udział w walkach o Madagaskar, z krążownikiem przeciwlotniczym „Phoebe” i trzema niszczycielami typu L (jako Force K). W końcu z Gibraltaru dołączył 5 sierpnia lotniskowiec HMS „Eagle” z krążownikami „Charybdis” i „Cairo”. Były to pierwsze wspólne manewry takiej licznej grupy brytyjskich lotniskowców. Niezależnie od nich, z Clyde wyszedł 4 sierpnia lotniskowiec HMS „Furious” z myśliwcami Spitfire VB dla Malty, w eskorcie krążownika „Manchester” i jedynie przejściowo polskiego niszczyciela ORP „Błyskawica”. Po ćwiczeniach najsłabszy lotniskowiec „Argus” pozostał w Gibraltarze, a pozostałe przeszły na Morze Śródziemne w celu uczestnictwa w operacji. Na pokładach trzech lotniskowców stanowiących osłonę konwoju były 72 myśliwce (46–48 Hawker Sea Hurricane, 16–14 Fairey Fulmar, 10 Grumman Martlet) i 28 samolotów torpedowo-bombowych Fairey Albacore. Obrona na Malcie dysponowała 100 myśliwcami Spitfire (wraz z dostarczonymi przez HMS „Furious”) i 36 ciężkimi myśliwcami Beaufighter, 38 bombowcami i 16 samolotami rozpoznawczymi.
Dowództwo państw Osi zdawało sobie sprawę, że Brytyjczycy podejmą próbę kolejnego konwoju, nie uszły też ich uwadze przegrupowania floty. Na Sardynii i Sycylii stacjonowało silne lotnictwo włoskie i niemieckie. Dodatkowo po wykryciu konwoju 11 sierpnia na położoną bliżej Sardynię przebazowano 111 samolotów włoskich z Włoch i Sycylii, a na Sycylię kilkadziesiąt samolotów niemieckich z Włoch, Krety i Libii. Siły Osi dysponowały na tym obszarze ogółem 659 samolotami, z czego 540 było w gotowości operacyjnej (spotykane też są większe liczby, jak 784 samoloty). Większość samolotów stanowiły bombowce różnych typów, w tym nurkujące (niemieckie Junkers Ju 88 i niemieckie i włoskie Ju 87) oraz samoloty torpedowe (przynajmniej 90 włoskich Savoia-Marchetti SM.79 i SM.84 i 10 niemieckich Heinkel He 111). Ponadto na zachodnim Morzu Śródziemnym operowało 18 włoskich i dwa niemieckie okręty podwodne oraz przynajmniej 19 włoskich i cztery niemieckie kutry torpedowe. Osłabiony konwój na wodach włoskich miał być dobity przez włoskie krążowniki i niszczyciele (trzy ciężkie krążowniki i trzy lekkie 3. i 7. dywizjonów), natomiast Włosi zrezygnowali z użycia pancerników z uwagi na braki paliwa.
9 sierpnia z Gibraltaru wyszły na Morze Śródziemne zbiornikowce zaopatrzeniowe „Brown Ranger” i „Dingledale” w eskorcie czterech korwet typu Flower (Force R), w celu uzupełniania paliwa wypływających i powracających okrętów. Inny zespół ze zbiornikowcem „Abbeydale” i dwoma korwetami z Freetown uzupełniał wcześniej paliwo okrętom na Atlantyku (Force W). Oprócz tego, liczne okręty eskorty uzupełniały w tych dniach paliwo w Gibraltarze.

## Rozpoczęcie operacji
Wieczorem 9 sierpnia zasadniczy konwój przeszedł przez Cieśninę Gibraltarską, wpływając w gęstej mgle na Morze Śródziemne. Eskorta składała się na początkowym etapie z dwóch pancerników, trzech lotniskowców i siedmiu krążowników lekkich, w tym czterech przeciwlotniczych oraz ponad 20 niszczycieli. Rano 10 sierpnia, po uzupełnianiu paliwa przez resztę okrętów w Gibraltarze, sformowano zespół w formie czworoboku, w którego centrum znajdowały się w kolumnie (szyku torowym) pancerniki HMS „Nelson” i „Rodney” i lotniskowce HMS „Victorious”, „Indomitable”, „Eagle” i krążownik przeciwlotniczy HMS „Charybdis”. Po obu bokach kolumny znajdowały się po dwie kolumny statków, każda prowadzona przez krążownik, a skrajne kolumny zamykały krążowniki przeciwlotnicze HMS „Sirius” i „Phoebe”. Przed zespołem i na jego skrzydłach płynęły niszczyciele. Cztery z nich: HMS „Intrepid”, „Icarus”, „Foresight” i „Fury”, wyposażone były w trały i na późniejszym etapie między Sycylią a Afryką miały trałować ewentualne miny przed konwojem.
Początkowo okręty płynęły w jednym zespole, chroniąc konwój, lecz według planu miały następnie podzielić się na:
- zespół osłony Force Z – pancerniki HMS „Nelson” (okręt flagowy wadm. Syfreta) i „Rodney”, lotniskowce HMS „Eagle”, „Indomitable” i „Victorious”, krążowniki lekkie (przeciwlotnicze) HMS „Charybdis”(inne języki), „Phoebe”(inne języki) i „Sirius” oraz 12 niszczycieli (HMS „Eskimo”, „Somali”, „Tartar”, „Antelope”, „Ithuriel”(inne języki), „Laforey”(inne języki), „Lightning”(inne języki), „Lookout”, „Quentin”, „Vansittart”, „Wishart”(inne języki), „Zetland”)[g].

- eskorta konwoju Force X – krążowniki lekkie HMS „Nigeria” (flagowy kadm. Burrougha), „Kenya”, „Manchester”, „Cairo”(inne języki) (przeciwlotniczy) oraz 12 niszczycieli (HMS „Ashanti”, „Foresight”(inne języki), „Fury”(inne języki), „Icarus”, „Intrepid”, „Pathfinder”, „Penn”, „Bicester”, „Bramham”, „Derwent”, „Ledbury”, „Wilton”)[g].

- zespół operacji Bellows i dodatkowe niszczyciele przydzielane w miarę potrzeby – lotniskowiec HMS „Furious” i 8 starszych niszczycieli (HMS „Amazon”, „Keppel”, „Malcolm”, „Venomous”, „Vidette”, „Westcott”(inne języki), „Wolverine”(inne języki), „Wrestler”(inne języki))[g].

## 11 sierpnia – pierwsze starcia
Mimo wcześniejszego napotykania przez konwój łodzi rybackich z zaprzyjaźnionej z Niemcami frankistowskiej Hiszpanii, pierwszą informację o konwoju otrzymali oni po wykryciu go 10 sierpnia ok. godz. 17 przez pilota francuskiego wodnosamolotu pasażerskiego (Leo H-246.1) lecącego do Algierii, który poinformował władze Francji Vichy, a one – Włochów. 11 sierpnia ok. 4.42 rano konwój został po raz pierwszy zaatakowany przez włoski okręt podwodny „Uarsciek”, ale mimo usłyszenia detonacji, wystrzelone torpedy były niecelne. Strona brytyjska nie odnotowała natomiast tego ataku. Konwój znajdował się tego dnia na południe od Balearów. Pomimo pojawiania się od godziny 8:15 pierwszych niemieckich samolotów rozpoznawczych Junkers Ju 88, przez cały dzień krążowniki i niszczyciele brytyjskie uzupełniały bez przeszkód paliwo w morzu z jednostek Zespołu R. Samoloty rozpoznawcze były odpędzane, ale tylko jeden został zestrzelony, natomiast stracono cztery myśliwce (trzy w wypadkach). Tego dnia między godziną 12:29 a 15:12 lotniskowiec „Furious” wypuścił w dwóch falach 38 myśliwców Spitfire na Maltę w ramach operacji Bellows. Lotniskowiec powrócił następnie do Gibraltaru z eskortą pięciu starszych niszczycieli HMS „Keppel”, „Malcolm”, „Venomous”, „Wolverine” i „Wrestler” w celu powtórzenia operacji.

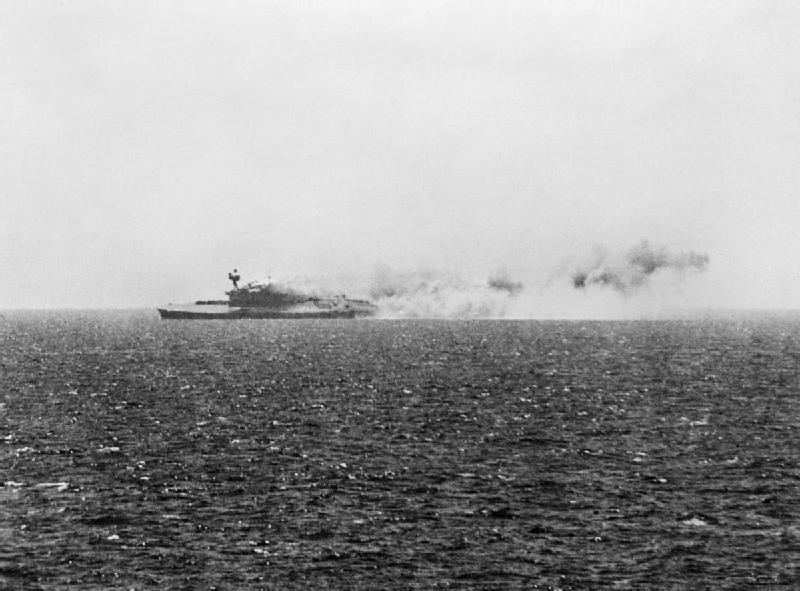
Tonący HMS „Eagle”

Eskorta konwoju poniosła 11 sierpnia pierwszą i najbardziej dotkliwą stratę, kiedy o 13.15 lotniskowiec HMS „Eagle” został zatopiony torpedami przez niemiecki okręt podwodny U-73 na południe od Majorki. Zginęło 160 osób załogi, niszczyciele i holownik „Jaunty” uratowały 789. Z jego samolotów ocalały tylko cztery myśliwce Sea Hurricane, które były w powietrzu. Po uzupełnieniu paliwa przez okręty, wieczorem w stronę Gibraltaru zawrócił zespół zaopatrzeniowy R, wraz z holownikiem ratowniczym „Jaunty”, który okazał się zbyt wolny, żeby zgodnie z planem towarzyszyć konwojowi. W tym czasie też, ok. 20.55, na północ od Bougie, nastąpił pierwszy atak 30 niemieckich bombowców nurkujących Ju 88 i 6 samolotów torpedowych Heinkel He 111 (z eskadry 6./KG 26), lecz został skutecznie odparty bez większych uszkodzeń jednostek konwoju, z wyjątkiem wywołanych przez odłamki bomb. Lotnictwo pokładowe zestrzeliło dwa Ju 88, ale trzy myśliwce uszkodzono podczas nocnych lądowań.

## Inne działania
Dla rozproszenia uwagi przeciwnika, z Malty do Gibraltaru płynął zespół Y (Force Y) w składzie pustych statków „Orari” i „Troilus”, eskortowanych przez prowizorycznie wyremontowane na Malcie niszczyciele HMS „Badsworth” i „Matchless”, które pozostały tam po operacji Harpoon. Dla zmylenia przeciwnika, na pokładzie dziobowym niszczycieli namalowano biało-czerwone pasy stosowane jako znak szybkiej identyfikacji okrętów włoskich.
Koło przylądka Bon włoski niszczyciel „Lanzerotto Malocello” postawił zagrodę minową St-1 ze 104 min, na wodach terytorialnych Francji Vichy, w celu uzupełnienia zagród w Cieśninie Sycylijskiej. W trakcie wykonywania zadania 11 sierpnia po godz. 22 napotkał w nocy brytyjski konwój zespołu Y z Malty, biorąc go za francuski. Po wykryciu przez Brytyjczyków, niszczyciel został niecelnie ostrzelany dwoma salwami „Matchlessa”, i według wersji brytyjskiej sam oddał dwie salwy oraz podniósł francuskie znaki rozpoznawcze, czego nie potwierdza jednak strona włoska. Oba zespoły po tym rozeszły się, a „Malocello”, który starał się uniknąć walki z uwagi na miny na pokładzie, powrócił do stawiania min. Zespół Y w dalszej drodze do Gibraltaru został wprawdzie wykryty przez rozpoznanie niemieckie, lecz nie kierowano już przeciwko niemu ataków, skupiając się na głównym konwoju.
Po północy 12 sierpnia niszczyciel HMS „Wolverine” z eskorty powracającego lotniskowca „Furious” zaskoczył na powierzchni i zatopił włoski okręt podwodny „Dagabur”, taranując go, lecz odnosząc przy tym samemu znaczne uszkodzenia dziobu.
Ponadto, wieczorem 11 sierpnia 9 brytyjskich ciężkich myśliwców Bristol Beaufighter z 248 Dywizjonu z Malty zaatakowało lotniska włoskie na Sardynii, niszcząc bez strat własnych jeden bombowiec SM.79 w Elmas i cztery w Decimomannu oraz uszkadzając 19 samolotów. Mniej skuteczne były naloty kilku ciężkich bombowców z Afryki Północnej na lotnisko w Decimomannu. Przeprowadzono też atak komandosów, wysadzonych przez okręt podwodny HMS „Una”, na lotnisko w Katanii na Sycylii, ale zostali oni wzięci do niewoli.
Równocześnie siły Floty Śródziemnomorskiej przeprowadziły operację pozoracyjną MG.3 na wschodnim Morzu Śródziemnym. 10 sierpnia z Port Saidu wypłynął konwój trzech pustych statków w eskorcie dwóch krążowników i ośmiu niszczycieli, a 11 sierpnia z Hajfy jeden statek w eskorcie dwóch krążowników i trzech niszczycieli Po połączeniu się, przez najbliższy dzień zespół ten płynął na zachód, po czym zawrócił, a w nocy na 13 sierpnia odłączone krążowniki lekkie HMS „Arethusa” i „Cleopatra” z niszczycielami HMS „Javelin”, „Kelvin”, „Sikh” i „Zulu” zbombardowały wyspę Rodos. Operacje te jednak praktycznie pozostały bez wpływu na siły skierowane przeciw konwojowi Pedestal.

## 12 sierpnia w dzień

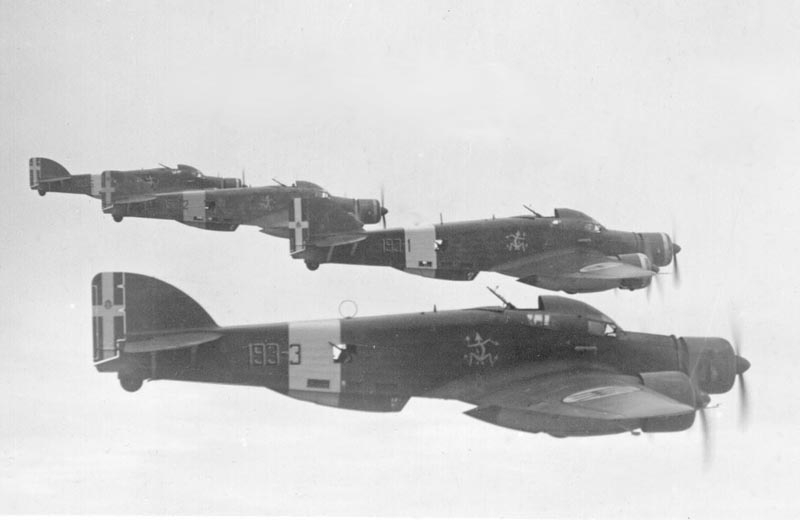
Formacja włoskich bombowców torpedowych SM.79

12 sierpnia rozpoczęły się powtarzające się intensywne ataki lotnictwa i okrętów podwodnych państw Osi na konwój. Konwój został wykryty przez niemieckie i włoskie samoloty rozpoznawcze o 6.20. Osłonę lotniczą stanowiło, po stracie „Eagle”, zaledwie ok. 60 myśliwców pokładowych, z których 12 pełniło stały patrol. Pierwszy nalot 19 bombowców Ju 88 o 9.15 został odparty przez lotnictwo pokładowe, które zestrzeliło sześć bombowców przy stracie jednego Sea Hurricane, a potem jeszcze samolot rozpoznawczy SM.79, lecz intensywność nalotów następnie wzrosła. Między 12 a 13.30 atakowało w kilku falach 88 włoskich i niemieckich bombowców i samolotów torpedowych w eskorcie włoskich myśliwców. Były one odpierane przez lotnictwo i artylerię, w tym nawet pancernik „Rodney” strzelający ogniem zaporowym z dział głównego kalibru 406 mm. Zestrzelono łącznie 12 samolotów, w tym jeden rozpoznawczy Z.1007, przy stracie jednego myśliwca Martlet. Mimo to, atakujące o 13.18 niemieckie Ju 88 zdołały w końcu uszkodzić bombami statek „Deucalion”, który został po tym odłączony od konwoju i próbował dojść do Malty indywidualnie, z małą prędkością, bliżej wybrzeża Tunezji. Oprócz ataków samolotów bombowych i torpedowych, próbowano też ataków mniej konwencjonalnych. Na samym początku nalotu po godz. 12, 10 włoskich samolotów SM.84 z 32. pułku zrzuciło przed konwojem specjalne torpedy Motobomba FFF, krążące po zaprogramowanej trasie, co zmusiło konwój do zmian kursu. Ponadto dwa samoloty myśliwsko-bombowe Reggiane Re.2001 zdołały zaatakować bombami przeciwpancernymi 630-PD z małej wysokości pokład lotniczy lotniskowca „Victorious”, lecz spowodowały tylko powierzchowne uszkodzenia (jedna bomba rozerwała się na opancerzonym pokładzie zabijając sześciu ludzi, druga wypadła za burtę). Podjęto też próbę ataku za pomocą zdalnie sterowanego bombowca SM.79 wypełnionego materiałem wybuchowym, z którym jednak utracono wkrótce kontakt radiowy i który rozbił się dopiero koło Chanszali we francuskiej Algierii.
Próby zaatakowania konwoju podejmowały w ciągu dnia dalsze okręty podwodne (m.in. „Brin”, U-205, „Granito”, „Angelo Emo”, „Avorio”, „Dandolo”, „Dessié”). Były one jednak wykrywane i odpędzane bombami głębinowymi przez siły eskorty; jedynie część zdołała wystrzelić torpedy, lecz niecelnie. Zmuszały jednak konwój do zmian kursu. Już o 7.41 na krążowniku „Kenya” dostrzeżono trzy torpedy wystrzelone przez niezidentyfikowany okręt podwodny, które wymanewrowano. Później między innymi o 9.20 brytyjskie niszczyciele atakowały włoski okręt podwodny „Brin”, lecz nie zdołały go zatopić, zaś o 11.35 zmuszono do zanurzenia i odpędzono okręt U-205. Skuteczny był atak niszczycieli HMS „Pathfinder” i „Zetland” na włoski okręt podwodny „Cobalto”, który został ok. 16.40 zmuszony do wynurzenia, po czym staranowany i zatopiony przez niszczyciel HMS „Ithuriel”, który jednak sam odniósł przy tym uszkodzenia. Ponadto włoski okręt podwodny „Giada” został o 9.34 wykryty na powierzchni i uszkodzony przez łódź latającą Short Sunderland z Malty, w następstwie czego został zmuszony do zawinięcia do hiszpańskiej Walencji w celu napraw (drugi Sunderland został podczas kolejnego ataku o 13.45 zestrzelony).

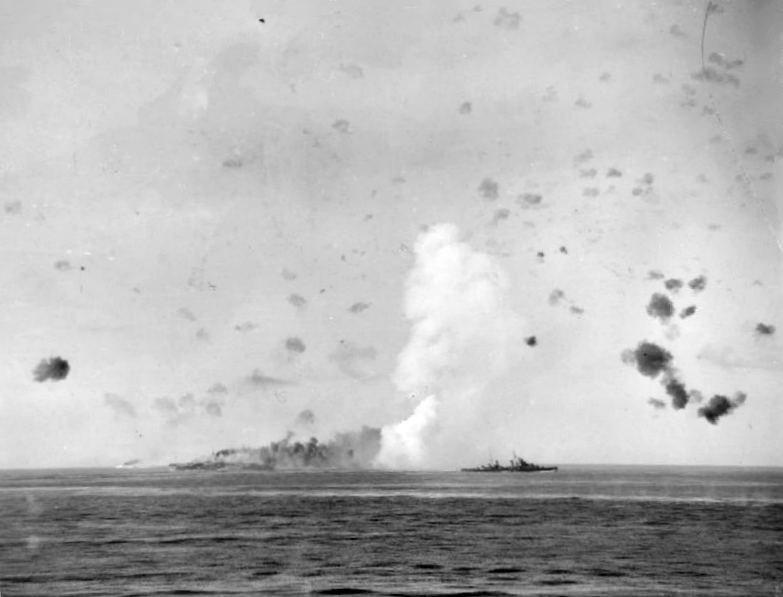
Płonie lotniskowiec HMS „Indomitable” – widoczny krążownik HMS Charybdis (1940) i intensywny ogień przeciwlotniczy

Celem kolejnego, tym razem zmasowanego ataku lotniczego, w kilku falach i z kilku kierunków, padł konwój pomiędzy 18.35 a 18.50, na północ od Bizerty. Lotnictwo pokładowe, podobnie jak poprzednio, zestrzeliło kilka samolotów, lecz atakujący odnieśli też sukcesy. Niszczyciel HMS „Foresight” został trafiony torpedą włoskiego SM.79 i unieruchomiony (4 zabitych). Co więcej, w ataku 20 nurkujących Junkersów Ju 87 Stuka z dywizjonu I./StG.3 uszkodzony został poważnie dwoma bombami pokład lotniskowca HMS „Indomitable”, przez co pozostał tylko jeden zdatny do użytku lotniskowiec.
Po tych atakach, ok. 18.55 siły osłony zgodnie z planem zawróciły i pozostały w pobliżu brzegu afrykańskiego, żeby ewentualnie odeprzeć atak ciężkich okrętów włoskich, a rejs kontynuował konwój z eskortą Zespołu X. Uszkodzone okręty („Indomitable”, „Ithuriel” oraz pancernik „Rodney” cierpiący na kłopoty z kotłami na skutek gwałtownych manewrów unikowych) odesłano następnego dnia do Gibraltaru pod eskortą 5 starszych niszczycieli HMS „Amazon”, „Antelope”, „Westcott”, „Wishart” i „Zetland”. Ponadto „Tartar” holował uszkodzony niszczyciel „Foresight”, lecz następnego dnia rano musiał go dobić z uwagi na groźbę ataków lotniczych.

## 12 sierpnia wieczorem – po odłączeniu sił osłony

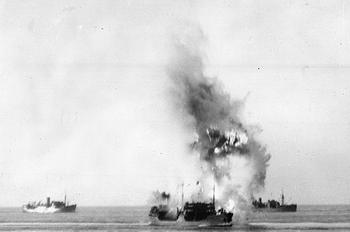
Chwila storpedowania „Ohio”

Po nieskutecznych atakach okrętów podwodnych w ciągu dnia, spektakularny sukces odniósł dopiero włoski „Axum”, który o 19.55 celną salwą uszkodził krążowniki HMS „Cairo” i „Nigeria” oraz tankowiec „Ohio” (była to jedna z najskuteczniejszych salw torpedowych w historii). Poważnie uszkodzona „Nigeria” została odesłana do Gibraltaru w eskorcie niszczycieli „Bicester”, „Wilton” i „Derwent”, a „Cairo”, trafiony dwoma torpedami, musiał zostać dobity (na „Nigerii” było 52 zabitych, na „Cairo” 24). Uszkodzony tankowiec „Ohio”, z wyrwą w lewej burcie, podążył z prędkością 7 węzłów za konwojem, osłaniany przez niszczyciel eskortowy HMS „Ledbury”. Kontradmirał Burrough przeniósł się ze sztabem na niszczyciel HMS „Ashanti”. Należy podkreślić, że utracone krążowniki „Nigeria” i „Cairo” były jedynymi okrętami zespołu wyposażonymi w środki komunikacji z lotnictwem lądowym z Malty.
Podczas ostatniego w tym dniu ataku 30 bombowców Ju 88 i 7 torpedowych He 111, między 20.35 a 21, w rejonie ławicy Skerki, unieruchomiono i zapalono bombami statek „Empire Hope”, opuszczony następnie przez załogę. Ugodzony torpedą w dziób „Brisbane Star” zastopował, lecz zdołał odzyskać sprawność napędu i płynął dalej z małą prędkością poza konwojem. Tuż przed nalotem odleciało od konwoju 6 myśliwców Beaufighter z Malty z powodu ograniczonego zapasu paliwa. Ponadto storpedowany i opuszczony został statek „Clan Ferguson”, jednakże nie jest jasne, czy sprawcą tego było lotnictwo, czy włoski okręt podwodny „Alagi”, który atakował w tym czasie konwój. Około 21.15 „Alagi” wystrzelił cztery torpedy do krążownika HMS „Kenya”, lecz dzięki manewrom krążownika, tylko jedna torpeda lekko uszkodziła mu sam dziób, ograniczając nieco prędkość okrętu. Trzymający się na wodzie wrak „Clan Ferguson” został dobity przez włoski okręt podwodny „Bronzo”, który podjął następnie część rozbitków, a dalszych kilku podjął wezwany przez niego niemiecki wodnosamolot ratowniczy. W nalotach tych utracono tylko jeden bombowiec Ju 88. Około 21.15 samolot torpedowy He 111 zatopił ponadto uszkodzony poprzedniego dnia statek „Deucalion”, idący koło wybrzeża Tunezji (towarzyszący mu niszczyciel eskortowy HMS „Bramham” dołączył następnie do konwoju). Na skutek wieczornych strat, wiceadmirał Syfret odkomenderował z Zespołu Z do eskorty konwoju krążownik przeciwlotniczy HMS „Charybdis” i niszczyciele „Eskimo” i „Somali”, które jednak dołączyły do konwoju dopiero po 2.50.

## 13 sierpnia w nocy – ataki kutrów torpedowych
Po północy, w najwęższym miejscu Morza Śródziemnego – w Cieśninie Sycylijskiej, między Pantellerią a przylądkiem Bon, rozciągnięty na kilka grup i nieco zdezorganizowany konwój stał się celem falowych ataków włoskich i niemieckich kutrów torpedowych operujących z Tunezji. O godz. 1.07 na skutek ataku dwóch włoskich kutrów MS 16 i MS 22, poważnie uszkodzony jedną torpedą i praktycznie unieruchomiony został krążownik HMS „Manchester”. Rano został on opuszczony przez załogę i dobity. Na krążowniku zginęło 10 marynarzy i 1 później z ran. 158 osób przejął niszczyciel HMS „Pathfinder”. Kutry torpedowe, atakując do godziny 5 zatopiły następnie statki „Glenorchy” (kutry MS 26 i MS 31), „Almeria Lykes” (S 30 lub S 36), „Santa Elisa” (MAS 564 i MAS 553) i „Wairangi” (MAS 554) i uszkodziły torpedą „Rochester Castle” (MS 26), który mimo to płynął dalej. Paradoksalnie, najcenniejszy tankowiec „Ohio” uniknął wykrycia, gdyż płynął za konwojem z powodu wcześniejszego uszkodzenia.
Rano niszczyciele „Eskimo” i „Somali” zostały odesłane do pomocy krążownikowi „Manchester”, lecz już go nie odnalazły i po uratowaniu 163 rozbitków z niego i statków, powróciły do Gibraltaru (większość rozbitków z „Manchestera” dopłynęła do Tunezji, gdzie została internowana przez władze francuskie, po czym w kiepskich warunkach doczekała uwolnienia przez aliantów). Główny konwój składał się już tylko ze statków: „Melbourne Star”, „Rochester Castle” (uszkodzony) i „Waimarama” eskortowanych przez krążowniki lekkie HMS „Kenya” (lekko uszkodzony), „Charybdis” i niszczyciele HMS „Ashanti”, „Fury”, „Icarus”, „Intrepid”, „Pathfinder”. Za konwojem płynęły osobno: uszkodzony tankowiec „Ohio” w eskorcie HMS „Ledbury”, statek „Port Chalmers” w eskorcie HMS „Penn” i „Bramham” oraz statek „Dorset” (rano „Ohio” i „Dorset” dołączyły do konwoju). Ponadto uszkodzony statek „Brisbane Star” płynął samotnie w pobliżu wybrzeża Tunezji.
Przed konwojem stała groźba porannego starcia z silniejszym zespołem włoskich okrętów nawodnych wiceadmirała da Zary, w składzie 3 krążowników ciężkich („Gorizia”, „Trieste”, „Bolzano”), 3 krążowników lekkich („Eugenio di Savoia”, „Raimondo Montecuccoli”, „Muzzio Attendolo”) i 11 niszczycieli. Brytyjczycy mogli im przeciwstawić tylko 2 krążowniki lekkie, z czego „Kenya” miał uszkodzony dziób, a „Charybdis” dysponował tylko artylerią uniwersalną kalibru 114 mm, zamiast typowej dla krążowników lekkich 152 mm. Okręty włoskie były śledzone w nocy przez patrolowe samoloty Wellington z Malty, wywołujące swoją obecnością pewne oddziaływanie psychologiczne, lecz ewentualny atak lotnictwa z Malty na okręty mógł nastąpić dopiero za dnia. Włosi jednak ostatecznie nie podjęli bezpośredniego przeciwdziałania i przed 2 w nocy zawrócili na północ, do bazy, w obawie przed brytyjskimi bombowcami, wobec braku osłony myśliwskiej, skierowanej do nalotów na konwój (decyzję o odstąpieniu od akcji podjął osobiście Benito Mussolini, gdyż dowódcy niemieccy mieli nadzieje zniszczyć w całości konwój w dzień z powietrza). Podczas ich powrotu, brytyjski okręt podwodny P42 (późniejszy „Unbroken”) zdołał około 8 rano storpedować i poważnie uszkodzić koło Wysp Liparyjskich ciężki krążownik „Bolzano” i lekki krążownik „Muzio Attendolo”. „Bolzano” musiał zostać osadzony na mieliźnie w celu uniknięcia zatonięcia, a „Muzio Attendolo” utracił część dziobową.

## 13 sierpnia – walki w dzień

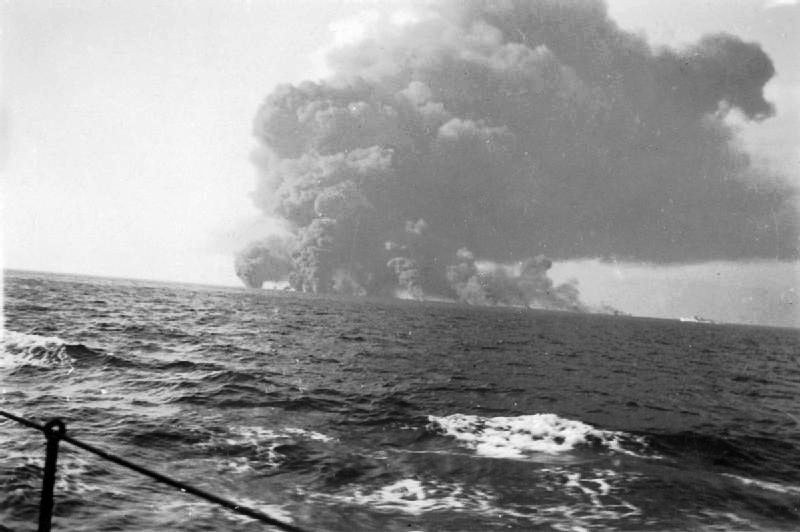
Wybuch statku „Waimarama”

13 sierpnia w dzień zespół podlegał dalszym atakom lotniczym. Po godz. 8, gdy konwój znajdował się ok. 40 mil na południowy wschód od Pantellerii, samoloty Ju 88 zatopiły bombami statek „Waimarama”, który eksplodował. Część rozbitków uratował niszczyciel HMS „Ledbury”. W kolejnej fali nalotów po godzinie 9.30 włoskie Ju 87 oraz niemieckie Ju 87 i Ju 88 uszkodziły i unieruchomiły tankowiec „Ohio” i statek „Dorset”, uszkodzenia w mniejszym stopniu odniosły też pozostałe statki. Atak samolotów torpedowych SM.79 był natomiast nieskuteczny. Od rana konwój był częściowo osłaniany przez myśliwce z Malty, które jednak nie chroniły go skutecznie z powodu dużej odległości i braku komunikacji z okrętami. Dopiero ok. 12.30 osłona lotnicza stała się bardziej efektywna, gdy konwój znajdował się 70 mil od Malty.
Z uszkodzonym „Ohio” pozostał niszczyciel HMS „Penn”, z „Dorset” niszczyciel HMS „Bramham”, a HMS „Ledbury” skierowano na poszukiwanie krążownika HMS „Manchester”, o którym brak było wiadomości. Płonący „Dorset” został jednak zatopiony w kolejnym ataku bombowców Ju 88 po godz. 18.
W międzyczasie cztery trałowce i siedem kutrów trałowych z Malty oczyściły tor wodny do portu La Valetta, po czym spotkały się ze statkami „Melbourne Star”, „Rochester Castle” i „Port Chalmers” i około godziny 18 wprowadziły je do portu, gdzie zostały entuzjastycznie powitane przez tłumy na nabrzeżach, łącznie z orkiestrami. Główne siły eskorty Zespołu X zawróciły wówczas w stronę Gibraltaru (krążowniki HMS „Kenya”, „Charybdis”, niszczyciele „Ashanti”, „Fury”, „Icarus”, „Intrepid”, „Pathfinder”).

## Dalsze działania 14–15 sierpnia

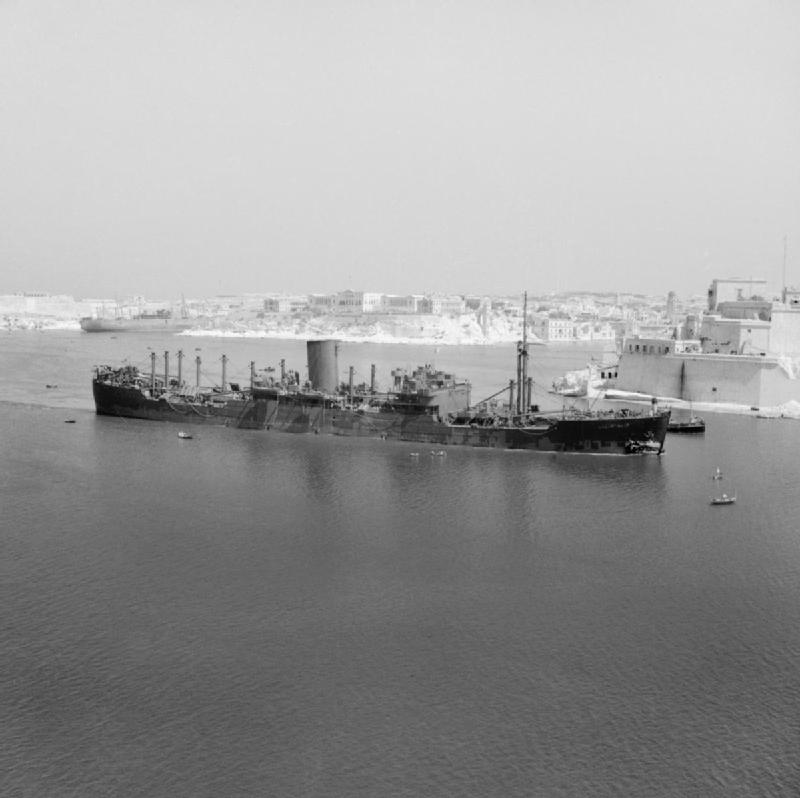
Uszkodzony „Brisbane Star” wpływa do Valletty

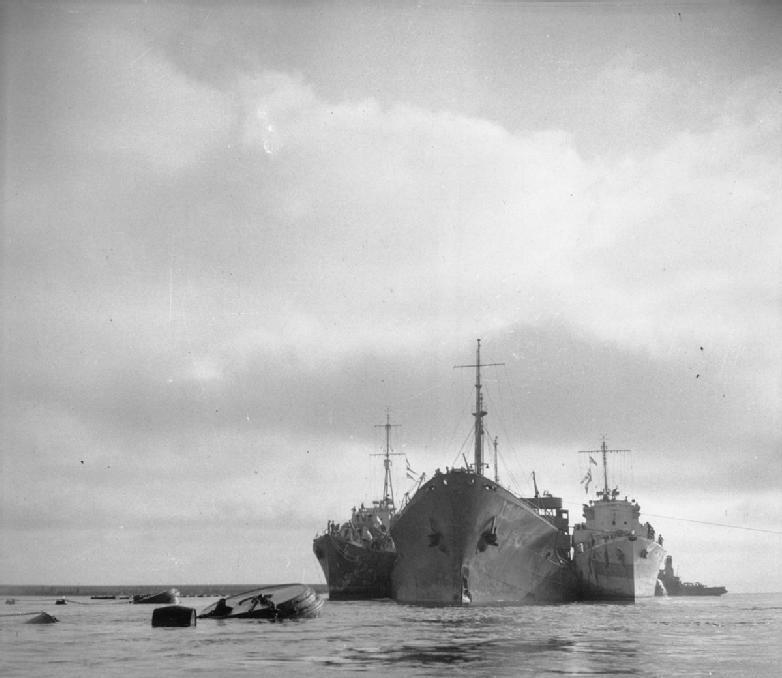
Holowanie „Ohio” przez dwa niszczyciele po bokach

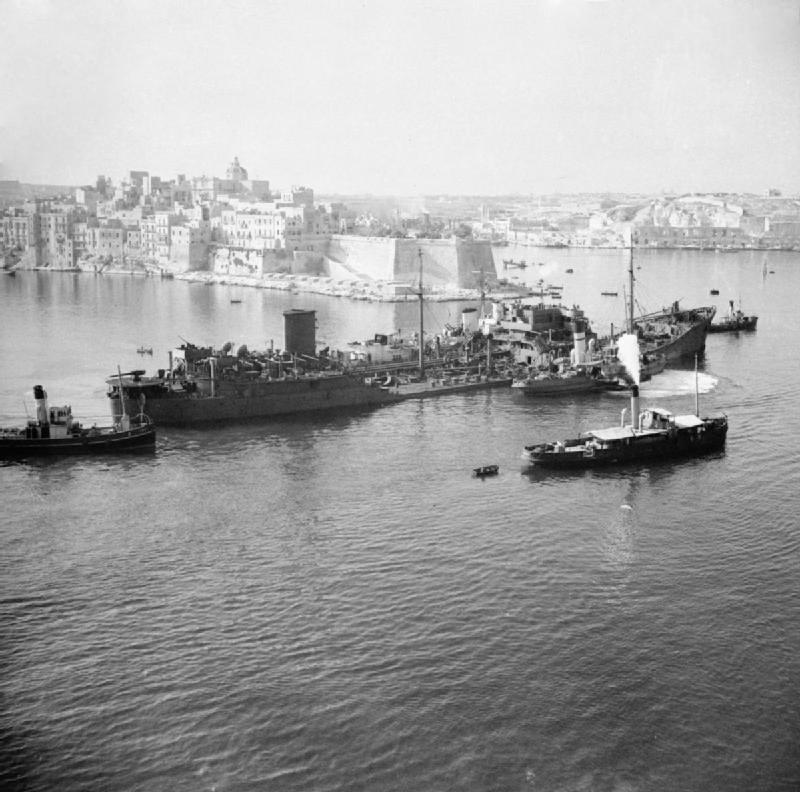
Zbiornikowiec „Ohio” wpływa do Valletty

W drodze powrotnej, 14 sierpnia w nocy Zespół X był atakowany przez kuter torpedowy MAS 556 i okręt podwodny „Granito”, a rano i w dzień przez ok. 74 samolotów, lecz bezskutecznie; jedynie lotnictwo lekko uszkodziło krążownik „Kenya”. O godzinie 18 Zespół X dołączył do sił osłony Zespołu Z, oczekujących na północ od Algierii. Okręt podwodny U 73 jeszcze atakował uszkodzony krążownik „Nigeria”, ale bezskutecznie. 15 sierpnia wszystkie okręty powróciły do Gibraltaru.
Uszkodzony statek „Brisbane Star”, z zalaną jedną ładownią, idący samotnie w pobliżu wybrzeża Tunezji, zdołał nie atakowany dotrzeć na Maltę 14 sierpnia. Podczas podróży, 13 sierpnia, funkcjonariusze francuskich władz Vichy dostali się z patrolowca na jego pokład i usiłowali zmusić kapitana do zawinięcia do portu tunezyjskiego i internowania, lecz jego kapitan F. Riley zdołał przekonać ich do kontynuowania rejsu.
Ostatnimi działaniami operacji Pedestal była epopeja zbiornikowca „Ohio” i ratujących go marynarzy. Po odłączeniu od konwoju przed południem 13 sierpnia, niszczyciel HMS „Penn” próbował holować unieruchomiony zbiornikowiec, lecz próby te były nieskuteczne, gdyż statek miał kilkunastokrotnie większą wyporność, a z powodu uszkodzeń skręcał na lewo. Ponadto lotnictwo Osi kontynuowało ataki na „Ohio”, które jednak były w większości odpierane przez lotnictwo z Malty. Około godziny 14 „Penn” zdjął nawet załogę ze zbiornikowca, lecz nadal pozostał przy nim. O 17.40 dołączył do nich z Malty trałowiec HMS „Rye” z dwoma kutrami ML 121 i 168. HMS „Penn” i „Rye” podjęły wspólnie próby holowania, lecz podczas kolejnego nalotu o 18.35 tankowiec doznał dalszych uszkodzeń i hol uległ zerwaniu. Uszkodzeniu od bliskich wybuchów bomb uległ też kuter ML 168. Do grupy „Ohio” dołączył jednak następnie niszczyciel eskortowy HMS „Bramham”, a do ratowania statku zgłosiła się część marynarzy z zatopionych jednostek.
Od 22.25 ponownie podjęto próbę holowania przez trałowiec „Rye”, a „Penn” stabilizował kurs tankowca z tyłu. Wkrótce jednak po godz. 1 hol uległ ponownie zerwaniu, w odległości ok. 90 mil morskich od Malty. W nocy i rano 14 sierpnia okręty, do których o 7.15 dołączył niszczyciel HMS „Ledbury”, a o 8.30 trałowiec HMS „Speedy”, podejmowały wysiłki w celu holowania „Ohio”, mimo kilkukrotnego zerwania holu. Około 10.45 rano, na skutek nalotu 24 samolotów Ju 88, dalszym uszkodzeniom uległa rufa tankowca. „Ohio” coraz bardziej zanurzał się pod wodę i jego kadłub groził przełamaniem się. Od 11.30 niszczyciele „Penn” i „Bramham” zaczęły holować tankowiec po bokach, podpierając go kadłubami z obu burt. Po południu w zasięgu wzroku pojawiła się Malta, lecz należało jeszcze okrążyć wyspę w celu wejścia do La Valetty i uniknięcia pól minowych, co wiązało się z dalszymi kłopotami z powodu trudności w manewrowaniu zespołem. Zespół holujący wspomagany był także przez trałowiec HMS „Hebe” i holownik „Robust”. Na ostatnim etapie fale przelewały się już ponad pokładem „Ohio”. Ostatecznie wysiłki zostały uwieńczone sukcesem i wprowadzeniem na wpół zatopionego „Ohio” do portu o 8.15 rano 15 sierpnia, w obecności wiwatujących tłumów mieszkańców. Został tam osadzony na płyciźnie, gdzie można było opróżnić jego zbiorniki (po wojnie został on w 1946 zatopiony koło wyspy z uwagi na nieopłacalność remontu). Niszczyciele HMS „Penn”, „Ledbury” i „Bramham” powróciły 21 sierpnia do Gibraltaru.

### Operacja Baritone
Przedłużeniem operacji Pedestal była operacja Baritone – powtórny rejs lotniskowca HMS „Furious” dostarczającego myśliwce na Maltę. Po powrocie do Gibraltaru 12 sierpnia, zaokrętowano na niego myśliwce Hurricane z lotniskowca „Argus” i 32 Spitfire’y dostarczone statkiem „Empire Clive”. 16 sierpnia lotniskowiec wypłynął w eskorcie krążownika przeciwlotniczego HMS „Charybdis” i 12 niszczycieli (HMS „Antelope”, „Bicester”, „Derwent”, „Eskimo”, „Somali”, „Laforey”, „Lookout”, „Lightning”, „Malcolm”, „Keppel”, „Venomous” i „Wishart”). 17 sierpnia „Furious” wypuścił 32 Spitfire’ów, z czego doleciało na Maltę 29, po czym okręty wróciły do Gibraltaru. 25 sierpnia „Furious” z pancernikiem „Nelson”, krążownikiem „Kenya” i niszczycielami powrócił do Scapa Flow

## Podsumowanie
Operacja Pedestal, pomimo że na szczeblu taktycznym była porażką z uwagi na utratę większości zaangażowanych statków i kilku okrętów, stanowiła niewątpliwy sukces strategiczny aliantów. Utracono przede wszystkim lotniskowiec i dwa krążowniki, ponadto niszczyciel i 10 statków z zaangażowanych 14 (łącznie ze zniszczonym „Ohio”). Spośród uszkodzonych jednostek, remont lotniskowca „Indomitable” trwał pół roku, a krążownika „Nigeria” ponad rok. Jednakże pięć statków, które dotarły na Maltę, dostarczyło tam 32 tysięcy ton zapasów i 15 tys. ton paliwa, co nie tylko odsunęło bezpośrednio grożące widmo głodu i wyczerpania obrońców, ale stanowiło zapas wystarczający do końca roku. Malta ponownie mogła stać się bazą okrętów podwodnych i punktem uzupełniania zapasów dla okrętów nawodnych, a lotnictwo alianckie wzmogło działania. Po załamaniu aktywności alianckiej w zwalczaniu transportów w poprzednich miesiącach, od września ponownie wzrosły straty w transportach sił Osi do Afryki Północnej (w samym wrześniu zatopiono statki ze 100 tys. ton zaopatrzenia). Przez to oddziały niemiecko-włoskie w Afryce nie dysponowały wystarczającą rezerwą materiałową, co przekładało się na działania lądowe i przyczyniło się do klęski sił Osi w decydującej bitwie pod El Alamein pod koniec października.
Główni dowódcy i część innych uczestników otrzymała za przeprowadzenie operacji wysokie odznaczenia. Wiceadmirał Neville Syfret został rycerzem Orderu Łaźni (KCB), kontradmirał Harold Burrough – rycerzem komandorem Orderu Imperium Brytyjskiego (KBE), a kontradmirał Lumley Lyster – komandorem tego Orderu (CBE). Z pozostałych, m.in. dowódca HMS „Ledbury” kmdr ppor. Roger Hill otrzymał Distinguished Service Order. Kapitan „Ohio” Dudley Mason otrzymał najwyższe cywilne odznaczenie za dzielność – Krzyż Jerzego (GC).
Przebieg operacji wykazał, że obecność własnego lotnictwa myśliwskiego jest kluczowym elementem w odpieraniu ataków powietrznych – do momentu odłączenia od konwoju lotniskowców brytyjskich alianci ponieśli stosunkowo niewielkie straty na skutek ataków lotnictwa, mimo że dysponowali myśliwcami pokładowymi o umiarkowanych osiągach.

## Zestawienie sił
† – okręty zatopione
# – okręty uszkodzone, ## – poważnie

### Wielka Brytania
Konwój:
- Force Z – zespół osłony (wicadm. Neville Syfret)
  - pancerniki: HMS „Nelson” (okręt flagowy wadm. N. Syfreta), „Rodney”#
  - lotniskowce: HMS „Victorious” (okręt flagowy kadm. A.L. St.G. Lystera), „Indomitable”##, „Eagle”†
  - krążowniki lekkie: HMS „Charybdis”(inne języki), „Phoebe”, „Sirius” (przeciwlotnicze typu Dido)
  - niszczyciele[g]:
    - HMS „Eskimo”, „Somali”, „Tartar” (typu Tribal),
    - HMS „Antelope”, „Ithuriel”# (typów A-I)
    - HMS „Laforey”(inne języki), „Lightning”, „Lookout” (typu L/M),
    - HMS „Quentin” (typu Q),
    - HMS „Vansittart”, „Wishart” (typów V/W),
    - HMS „Zetland” (eskortowy typu Hunt II)

- Force X – eskorta konwoju (kadm. Harold Burrough)
  - krążowniki lekkie: HMS „Nigeria”## (flagowy kadm. Burrougha), „Kenya”#, „Manchester”†, „Cairo”(inne języki)† (przeciwlotniczy)
  - niszczyciele[g]:
    - HMS „Ashanti” (typu Tribal),
    - HMS „Foresight”†, „Fury”, „Icarus”(inne języki), „Intrepid” (typów A-I),
    - HMS „Pathfinder”, „Penn” (typu P),
    - HMS „Bicester”, „Bramham”, „Derwent”, „Ledbury”, „Wilton” (eskortowe typów Hunt II i III)

- statki – frachtowce:
  - „Almeria Lykes”† (7773 BRT, amerykański),
  - „Brisbane Star”## (12 791 BRT),
  - „Clan Ferguson”† (7347 BRT),
  - „Deucalion”† (7516 BRT),
  - „Dorset”† (10 624 BRT),
  - „Empire Hope”† (12 688 BRT),
  - „Glenorchy”† (8982 BRT),
  - „Melbourne Star”# (12 806 BRT),
  - „Port Chalmers”# (8535 BRT),
  - „Rochester Castle”## (7795 BRT),
  - „Santa Elisa”† (8379 BRT, amerykański),
  - „Waimarama”† (12 843 BRT),
  - „Wairangi”† (12 400 BRT)
- zbiornikowiec „Ohio”## (9514 BRT, amerykański, czarterowany przez brytyjskie Ministerstwo Transportu Wojskowego)

- zespół operacji Bellows i dodatkowe niszczyciele
  - lotniskowiec HMS „Furious”
  - niszczyciele: HMS „Amazon” (prototyp typu A), „Keppel”, „Malcolm” (typów Shakespeare/Scott), „Venomous”, „Vidette”, „Westcott”(inne języki), „Wolverine”(inne języki)#, „Wrestler”(inne języki)) (typów V/W)[g]

Inne siły:
- Force R – zespół zaopatrzenia z Gibraltaru:[17]
  - zbiornikowce zaopatrzeniowe: „Brown Ranger”, „Dingledale”
  - korwety: HMS „Coltsfoot”, „Geranium”, „Jonquil”, „Spiraea” (typu Flower)
  - holownik ratowniczy: „Jaunty” (dołączony z Zespołu X)

- Force W – zespół zaopatrzenia z Freetown (na Atlantyku)[17]
  - zbiornikowec zaopatrzeniowy: „Abbeydale”
  - korwety: „Burdock” i „Armeria” (typu Flower)

- Siły trałowe z Malty:[7]
  - trałowce: HMS „Hebe”, „Spedy” (typu Halcyon), „Hythe”, „Rye” (typu Bangor)
  - kutry trałowe: ML 121, 126, 134, 135, 168, 459, 462 (typu Fairmile B)

- 10 flotylla okrętów podwodnych – kmdr G.W.G. Simpson:[7]
  - okręty podwodne: HMS „Safari” (typu S), „Uproar”, „Ultimatum”, „Unruffled”, „Utmost”, „Unite”, „Una”, P 42 („Unbroken”), P 222 (typu U)

- Force Y – konwój z Malty w kierunku Gibraltaru[24]
  - niszczyciele: HMS „Badsworth”, „Matchless”
  - statki: „Orari”, „Troilus”

### Państwa Osi
- 3. Dywizjon krążowników – wiceadm. Angelo Parona(inne języki)[16]
  - krążowniki ciężkie: „Gorizia” (flagowy), „Trieste”(inne języki), „Bolzano”##
  - niszczyciele: „Aviere”(inne języki), „Geniere”(inne języki), „Camicia Nera”, „Legionario”, „Ascari”, „Corsaro” (typu Soldati), „Grecale”(inne języki) (typu Maestrale)
- 7. Dywizjon krążowników – wiceadm. Alberto da Zara[16]
  - krążowniki lekkie: „Eugenio di Savoia”, „Raimondo Montecuccoli”(inne języki), „Muzzio Attendolo”##
  - niszczyciele: „Maestrale”(inne języki) (typu Maestrale), „Vincenzo Gioberti”, „Alfredo Oriani” (typu Oriani / Poeti), „Fuciliere” (typu Soldati)

- siły minowania
  - niszczyciel „Lanzerotto Malocello” (typu Navigatori)[16]

- okręty podwodne
  - włoskie: „Brin”, „Dagabur(inne języki)”†, „Giada”#, „Uarsciek”, „Volframio”, „Granito”, „Angelo Emo”(inne języki), „Otaria”, „Dandolo”(inne języki), „Avorio”, „Cobalto”†, „Alagi”, „Ascianghi”(inne języki), „Axum”(inne języki), „Bronzo”, „Dessié”, „Asteria”[16]
  - niemieckie: U-73, U-205[16]

- kutry torpedowe:
  - 15. Dywizjon MAS (włoski): MAS 543, MAS 548, MAS 549, MAS 563[16]
  - 18. Dywizjon MAS (włoski): MAS 533, MAS 553, MAS 556, MAS 560, MAS 562[16]
  - 20. Dywizjon MAS (włoski): MAS 552, MAS 554, MAS 557, MAS 564[16]
  - 2. Dywizjon MS (włoski): MS 16, MS 22, MS 23, MS 25, MS 26, MS 31[16]
  - niemieckie: S 30, S 36, S 58, S 59[16]